# Nazionale maschile di rugby a 15 della Bulgaria
La nazionale di rugby a 15 della Bulgaria (in bulgaro Национален отбор по ръгби на България?, Nacionalen otbor po răgbi na Bălgarija) rappresenta il proprio paese nelle competizioni di rugby internazionali.
È attualmente inserita nella terza fascia del ranking mondiale. Non ha mai partecipato alla Coppa del mondo, ma partecipa regolarmente al Campionato europeo per Nazioni di rugby, dove è attualmente inserita nella 2ª divisione poule D.